# Bank van Roeselare

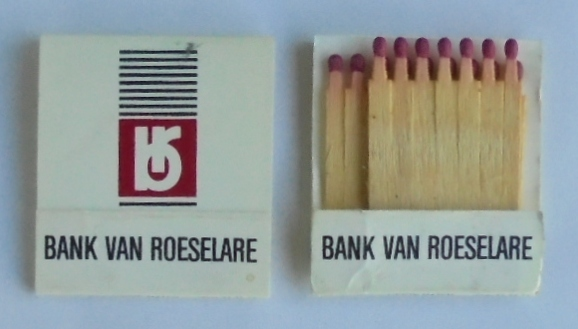
Logo van de Bank van Roeselare

De Bank van Roeselare, later de Bank van Roeselare en West-Vlaanderen genoemd, is een voormalige bank waarvan de hoofdzetel gevestigd was in de Noordstraat in de West-Vlaamse stad Roeselare. In 1998 ging de bank na fusie op in de KBC Bankverzekeringsgroep.

## Voorgeschiedenis
Op 19 december 1924 stichtten E.H. Arthur Dumortier (1881-1931), proost van de christelijke middenstandsorganisaties van Roeselare, en architect, schepen en senator Alfons Van Coillie (1884-1949), de Middenstandsbank der S.M. Middenstandsbelangen voor Rousselare en Omliggende. De bank startte haar activiteit op 12 januari 1925 in de kelderverdieping van de herberg Patria met zes personeelsleden en een kapitaal van 100.000 frank.
Om de beginnende bank meer professionaliteit en structuur te geven, werd in 1927 Jozef Camerlynck (1904-1976) aangeworven. Camerlynck had, ondanks zijn jeugdige leeftijd, reeds een carrière achter de rug bij de toenmalige Bank voor Handel en Nijverheid. Tot op het einde van zijn leven zou hij de dominerende figuur van de bank blijven.

## Oprichting van de Bank van Roeselare
De Roeselaarse Middenstandsbank had de crisisperiode 1929-1931 zonder grote problemen overleefd, maar veel gelijkaardige banken waren ten onder gegaan. De term middenstand was weinig vertrouwenwekkend geworden en daarom werd in 1932 beslist om te herbeginnen onder de benaming Bank van Roeselare, eerst als samenwerkende, vanaf 1935 als naamloze vennootschap. De S.M. Middenstandsbelangen bleef nog een tijd voortbestaan en werd later in vereffening gesteld. De bank had in die periode een twintigtal personeelsleden en kantoren in Moorslede, Ardooie, Ledegem, Winkel, Dadizele en Staden.

## Tweede Wereldoorlog
Voor het eerst werden vestigingen geopend buiten het gewest Roeselare: in Veurne, Ieper en Brugge. De deposito's, die al in de jaren voor de oorlog sterk gestegen waren, verveelvoudigden van 67 miljoen in 1941 tot 235 miljoen in 1943.

## Naamwijziging naar Bank van Roeselare en West-Vlaanderen
Na de oorlog werden over heel de provincie nieuwe vestigingen geopend. In 1955 werd de naam gewijzigd in Bank van Roeselare en West-Vlaanderen. In 1957 werd ook te Kortrijk een vestiging geopend, eerst in een voorlopig gebouw, vanaf 1965 in een grondig verbouwd pand aan de Doorniksestraat 15. Oostende kwam als laatste belangrijke stad pas in 1966 aan de beurt, eerst in de Rogierlaan, vanaf 1984 in de Alfons Pieterslaan 12.
Later zou de bank ook nog enkele kantoren openen in Oost-Vlaanderen. In 1994 werd een Luxemburgs filiaal BR & Associés, Banqiers opgericht.

## SODIRO
Binnen de muren en onder de vleugels van de Bank van Roeselare ontstond ook een sociaal secretariaat: SOCORDI vzw (Sociale en Corporatieve Dienst Roeselare), in 1946 omgedoopt tot SODIRO vzw (“Sociale Dienst Roeselare”). In 1997 sloot SODIRO een samenwerkingsovereenkomst af met de vzw SOCIAAL BUREAU (groep ADMB). In 1999 werd een eigen gebouw buiten het stadscentrum in gebruik genomen.

## Brinvest
In de loop der jaren raakte het aandeelhouderschap van de bank versnipperd. Het management van de bank was sterk op zijn zelfstandigheid gesteld en om zich te verdedigen tegen een ongewenste overname werd in overleg met enkele West-Vlaamse families (waaronder de familie De Clerck van de groep Beaulieu) en de verzekeringsmaatschappij Mercator de holding Brinvest opgericht. Brinvest controleerde in 1995 ongeveer een kwart van de aandelen van de bank, maar kreeg er nooit echte zeggenschap.
Toen in 1987 de Amerikaanse eigenaar van de kleine Europabank deze bank verkocht, kwamen 75 % van de aandelen ervan bij Brinvest terecht. Brinvest investeerde ook in KMO's en immobiliënprojecten.

## Opslorping door deKBC Bankverzekeringsgroep
Begin 1996 besloot een deel van de aandeelhouders van Brinvest onverwacht om de aandelen van de Bank van Roeselare te verkopen aan de Kredietbank. De overige aandeelhouders moesten zich hier noodgedwongen bij aansluiten. In 1998 deed de Kredietbank ten slotte een aankoopbod op de aandelen die nog niet in haar bezit waren. Ondertussen was een deel van de kantoren (in functie van de locatie) al opgegaan in het net van de Kredietbank.
Het was oorspronkelijk de bedoeling om de Bank van Roeselare als een afzonderlijk merk te behouden, draaiend op het platform van Kredietbank. De fusie van Cera, Kredietbank en ABB-Verzekeringen tot KBC, waarbij alle bankactiviteiten zouden migreren naar het voormalige CERA-IT-platform leidde tot de definitieve verdwijning van de Bank van Roeselare.
Brinvest bleef bestaan als onderdeel van de groep Ackermans & van Haaren.